# 양산군·동래군
양산군·동래군은 대한민국의 옛 국회의원 선거구이다. 당시 경상남도 양산군, 동래군 지역을 관할했다.

## 역사
제6대 국회의원 선거를 앞두고 양산군 선거구와 동래군 선거구가 통합되면서 신설되었다.
제9대 국회의원 선거를 앞두고 양산군은 김해군과 함께 양산군·김해군 선거구를 동래군은 울산시, 울주군과 함께 울산시·울주군·동래군 선거구를 이루게 되면서 폐지되었다.

## 역대 국회의원
| 선거   | 정당 | 정당       | 의원   |
| ------ | ---- | ---------- | ------ |
| 1963년 |      | 민주공화당 | 노재필 |
| 1967년 |      | 민주공화당 | 노재필 |
| 1971년 |      | 신민당     | 신상우 |

## 역대 선거 결과

### 대한민국 제6대 국회의원 선거
|  | 44.16% |

|  | 32.32% |

|  | 17.07% |

|  | 5.05% |

|  | 1.39% |

### 대한민국 제7대 국회의원 선거
|  | 51.62% |

|  | 42.96% |

|  | 3.63% |

|  | 1.77% |

### 대한민국 제8대 국회의원 선거
|  | 51.87% |

|  | 48.12% |

## 같이 보기
- 양산시의 국회의원
- 기장군의 국회의원